# 麻煙雲進攻
麻煙雲進攻（英語：Bongcloud Attack），又稱麻煙雲開局（Bongcloud Opening）或煙炮開局，是一種西洋棋的不規則開局，走法如下：
1. e4 e5
2. Ke2?
此進攻方式衍生自網路上的西洋棋幽默，後來更逐漸演變成網路迷因，因此被認為開玩笑的意味居多。作為一個差勁的開局，麻煙雲進攻可能暗示著自我挑戰。特級大師中村光等Twitch直播主將其用在線上的西洋棋快棋比賽，即使與高水平對手對陣亦然，前西洋棋世界冠軍馬格努斯·卡爾森也曾使用過此種戰術。

## 背景
麻煙雲進攻的名字被認為取自Chess.com的用戶「Lenny_Bongcloud」，他經常在網上對賽中使用此開場，但成效甚微。Bongcloud應指用水煙壺吸食大麻後呼出的煙霧，在西洋棋社群中是一個玩笑，議諷棋手必是吸到飄飄欲仙才認為這開局是一個合理的戰略。此外，安德魯·法布羅（Andrew Fabbro）的笑話指南《煙雲制勝》（Winning With the Bongcloud）的發行進一步推廣了麻煙雲進攻在西洋棋幽默中的使用。
麻煙雲進攻之所以不合理，是因為會白白浪費兩步，違反了西洋棋戰略的幾項公認原則。早早移走國王會令其暴露在外、無法入堡及更易受襲，也阻礙了皇后和白格主教的後續行動，從而令棋手一開局即身陷劣勢，而對手則可以更早控制中心地區，並「全軍壓前」。

## 應用
特級大師（GM）中村光經常在線上快棋比賽中使用麻煙雲進攻。他在Chess.com開了一個小帳，並在Twitch直播自己使用此開局，一路以321勝2平17負的戰績打到3000評分，也讓此迷因性開局變得知名起來。在2018年，中村光在Chess.com快棋錦標賽中與另一位GM列冯·阿罗尼扬對賽時連續三場使用麻煙雲進攻，取得一勝兩負。他在2019年快棋錦標賽中分別在1+1賽區對上GM弗拉迪米爾·多布羅夫，以及1+1賽區對壘GM蘇偉利時再次用上麻煙雲進攻，兩戰全勝。2020年9月19日，中村光在Lichess上進行的聖路易快棋及超快棋錦標賽最後一輪中，以5+3控時成功用此開局擊敗特級大師熊奕韜。
2021年3月21日的Meltwater西洋棋巡迴錦標賽中，手執白棋的馬格努斯·卡爾森以麻煙雲進攻起手，對手中村光仿照步法以第二手Ke7回應之，形成俗稱「雙麻煙雲」（Double Bongcloud）或「熱盒序列」（Hotbox Variation）的局面。兩人隨後故意重複步法，導致三次重複和局。該比賽屬最後一輪的預賽，且雙方選手皆已晉級接下來的淘汰賽，使得對局變得無關痛癢。這也是西洋棋重大賽事史上第一次出現1. e4 e5 2. Ke2 Ke7。
儘管有明顯的缺點，但利用這種「幽默」開局或會有影響對手心理的效果：比如卡爾森在2020年chess24 Banter系列賽決賽中於3+2控時內擊敗蘇偉利，前者在第一步先走f3（巴恩斯開局），然後下了一手Kf2，即麻煙雲進攻的變體。蘇偉利後來坦言面對敵方如此開局仍然輸掉比賽，對他產生了毀滅性的影響。
麻煙雲進攻在FIDE評級賽的首次使用出現在2022年11月——現場舉行的線上Chess.com全球冠軍系列賽決賽中，波蘭特級大師揚-克日什托夫·杜達於對上中村光的八強賽正以0–3的比數落後，卻在第四局開場下了1. e3及2. Ke2.，後者目睹此走法後一臉錯愕與難以置信。杜達最後因錯失多次扳平機會而輸掉比賽。

## 外部連結
- 麻煙雲進攻在Know Your Meme上的條目